# MediaFLO
MediaFLO (Forward Link Only) és una tecnologia desenvolupada per l'empresa Qualcomm per a la radiodifusió de TV a dispositius móbils que s'utilitza només als Estats Units. Aquesta tecnología permet la radiodifusió de canals a temps real, temps no real, audio o transmissions de dades IP.
Els continguts que provenen de canals reals són transmesos mitjançant satèl·lit en MPEG-2 i al centre d'operacions locals és transformat al format QVGA H.264 (Quarter Video Graphics Array o 240x320 píxels), ja que és l'utilitzat a les xarxes FLO.
Els continguts de canals no reals són rebuts normalment mitjançant IP i es transformen al format utilitzat a les xarxes FLO per més tard ser transmesos sobre una Xarxa de Freqüència Única (SFN). Per una correcta distribució dels continguts cal com a mínim una xarxa 3G com UMTS o HSDPA. La tecnología FLO permet l'ús de modulació per capes (capa base i capa millorada), pel que els dispositius que rebin les dues capes oferirán video a 30 fps i els que només rebin la capa base oferiran 15 fps.
Actualment l'espectre utilitzat pel sistema MediaFLO s'estén des dels 716 als 722 MHz, el que correspon amb el canal 55 de la TV UHF.
El 12 de gener de 2005 l'empresa Verizon juntament amb Qualcomm van anunciar un acord per la comercialització de dispositius que inclourien la tecnología MediaFLO i que es va fer efectiu a finals de març de 2007. Una cosa semblan va passar amb el grup de telecomunicacions AT&T que el 12 de febrer de 2007 va anunciar un acord amb Qualcomm i que es va fer efectiu el maig del 2008.

## Modulació i Codificació
La tecnologia FLO utilitza Multiplexació per Divisó en Freqüència Ortogonal (OFDM) com a modulació i a més utilitza codis correctors d'errors com els codis convolucionals (Turbo Codis) i codis Reed-Solomon.
La modulació OFDM consisteix a separar l'amplada de banda disponible en diversos bins referits a subportadores i que a la vegada són modulades (mitjançant una modulació QAM). Mitjançant aquesta técnica s'aconsegueixen eficiencies espectrals molt elevades i que també aconsegueixen els requisits mínims de mobilitat en una cel·la SFN.
Concretament, el sistema FLO utilitza un mode 4K (és a dir, 4096 subportadores) i una modulació de cada subportadora mitjançant una QPSK o una 16-QAM. Aquestes 4096 subportadores ocupen un total de 5,5 MHz el que es correspon amb un espaia de 5,55 MHz/4096 = 1,355 kHz. Aquest espaiat entre portadores ens assegura que l'efecte Doppler no provocará un error de paquet de és d'un 1% a velocitats fins a 120 km/h per a qualsevol constel·lació. Amb el sistema utilitzat en MediaFLO assegurem fins a una velocitat de 200 km/h.
D'aquestes 4096 subportadores, la portadora 2048 no es transmet, ja que correspon amb la continua i 95 de les 4095 restants són portadores de guarda que estan pels dos extrems de la banda. Per tant, obtenim un total de 4000 portadores actives que seran modulades amb informació útil o per a estimació del canal.
Al domini temporal un símbol OFDM està format per 4642 mostres anomenades chips d'OFDM. El símbol OFDM està separat en diverses parts entre les quals inclou un interval de guarda que és una vuitena part de la fracció útil del símbol. D'aquesta manera s'aconsegueix que no existeixi interferencia intersimbolica (ISI) ni interferencies entre portadores (ICI) a causa de la propagació multicamí en distàncies fins a 27,7 km. Al sistema FLO l'interval de guarda pot ser major en funció de l'estimació del canal realitzada per una estructura entrellaçada, que consisteix a dividir les 4000 portadores útils en packs de vuit i de cada pack s'utilitza la portadora 6 o 8 per a l'estimació del canal. Així obtenim 500 portadores pilot repartides per tot l'amplada de banda per a l'estimació del canal y les 3500 restants per a la modulació de la informació.
Alguns dels paràmetres característics de la tecnología MediaFLO es presenten a continuació:
| Paràmetre                        | Valor                                                 |
| -------------------------------- | ----------------------------------------------------- |
| Nombre total de portadores QAM   | 4096                                                  |
| Nombre de portadores de guàrdia  | 96                                                    |
| Nombre de portadores pilot       | 500                                                   |
| Multicast Logical Channels (MLC) | 1-7                                                   |
| Modulació                        | QPSK (constel·lació de 4 símbols), 16QAM (16 símbols) |
| Espai entre subportadores        | 1.355 kHz (5.55 MHz / 4096 subportadores)             |
| Duració de símbol modulat (chip) | 0.18 μs (1/5.55 MHz)                                  |
| Duració de símbol OFDM           | 833.33 μs (4096 chips)                                |

És ben conegut que per a aconseguir els máxims beneficis de la modulació OFDM s'han d'utilitzar codis FEC (Forward Error Correction) a la transmissió. En particular, la tecnología FLO es basa en un esquema concatenat de codificació que consisteix en un turbo codi intern i un codi Reed Solomon exterior. Cada paquet de turbo codi conté un Control de Redundància Cíclica (CRC) i que en funció d'aquest el codi Reed Solomon no necessita ser calculat si les dades s'han rebut correctament.

## Estructura d'un paquet FLO
Els senyals transmesos per MediaFLO s'organitzen en super quadre tal com es mostra a continuació:

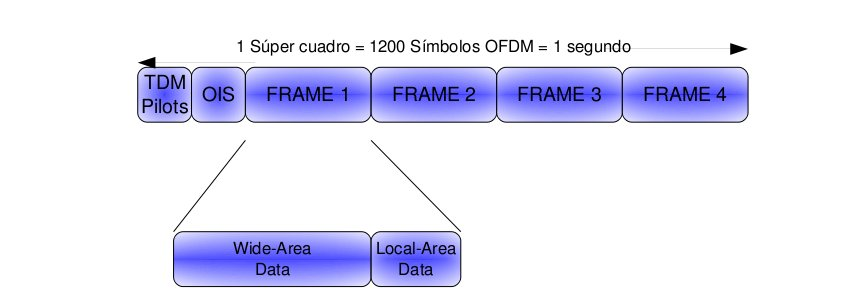
Estructura super cuadro FLO

Com es pot observar cada superquadre es compon de quatre quadres de dades que contenen dades d'àrea àmplia i àrea local, els símbols d'informació de control (OIS) i pilots TDM. Ja que la duració del símbol OFDM és 0,833 ms a cada superquadre obtenim un total de 1/0,833 ms = 1200 símbols OFDM per una amplada de banda de 6 MHz, el que es correspon amb una eficiencia de 200 símbols d'OFDM per cada megahertz.
Al primer bloc realment hi ha 4 tipus de pilots OFDM: pilot TDM1, canal d'identificació d'àrea àmplia (WIC), canal d'identificació d'àrea local (LIC) i per acabar, el pilot TDM 2.
El pilot TDM 1 consisteix en 36 períodes cada un dels quals té una longitud de 128 chips. Això ens dona una longitud total de 4608 chips on 4096 corresponen a la FFT i 512 corresponen al prefix cíclic. El pilot TDM 1 és el primer símbol del superquadre, per tant marca el principi d'aquest. A més d'utilitzar-se per a la sincronització de quadre es pot utilitzar per la sincronització de temps i de freqüència.
El canal d'identificació d'àrea amplia (WIC) i el d'àrea local (LIC) corresponen a un símbol i s'utilitzen per a identificar a quina àrea amplia i a quina àrea local pertany el dispositiu.
El pilot TDM 2 és l'últim en la porció del pilots TDM i té dos períodes cada un dels quals té una longitud de 2048 chips més el prefix cíclic. El propósit principal del TDM 2 és proporcionar més exactitud per la sincronització de la trama i poder començar immediatament a descodificar la informació de l'OIS. També pot ser utilitzat per una estimació inicial del canal.
El canal OIS consisteix en 10 símbols OFDM separats en dues parts: área amplia i área local. L'OIS d'àrea amplia conté informació sobre els canals lògis que són comuns en l'àrea amplia mentres que l'OIS d'àrea local conté informació sobre els canals lógics comuns a un área local específica. A més del canal OIS també s'obté informació sobre l'assignació de cada canal lògic en el superquadre actual.
Per acabar tenim quatre paquets que contenen tota la informació útil pels dispositius FLO, ocupant d'aquesta manera la major part del superquadre. Com ja s'ha esmentat el sistema FLO pot soportar la transmissió per área local i área amplia. Ja que un área amplia pot consistir en diverses árees locals i existeix la possibilitat d'interferències entre transmissions rebudes als límits entre árees loclas, els dos tipus de servei están multiplexats en temps. Així, cada paquet de dades está subdividit en dues parts corresponents al área amplia i al área local ocupant un total de 9 períodes amb una longitud de 512 cada un i on un dels períodes correspon amb el prefix cíclic.
A continuació es mostra l'esquema de generació del canal de dades:

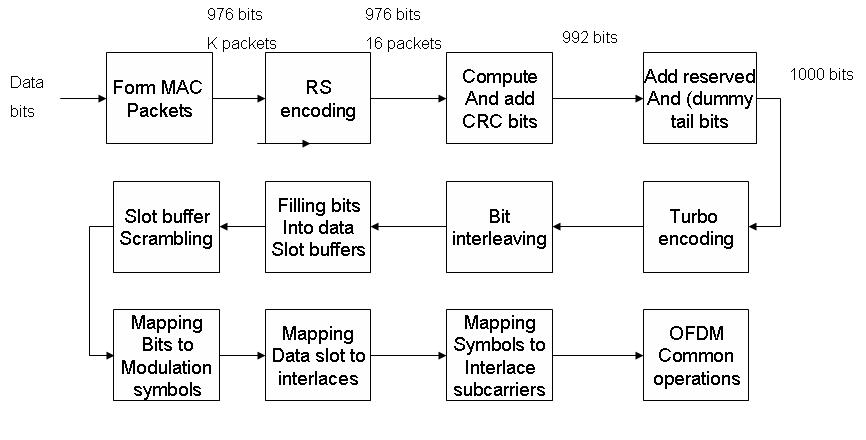
Generación de datos

## Estandardització
Ja que es tracta d'una tecnología d'una empresa privada no es pot considerar com un estàndard en televisió mòbil. No obstant, la TIA (Telecommunications Industry Association) té reconeguts diversos estandards relacionats amb la tecnología FLO per d'aquest mode recolzar aquesta tecnología respecte a les tecnologies competidores per establir un estàndard als Estats Units. La TIA té reconeguts els següents:
- TIA-1099: FLO Air Interface
- TIA-1102: FLO Minimum Performance

Specification for Devices
- TIA-1103: FLO Minimum Performance

Specification for Transmitters
- TIA-1104: FLO Test Application Protocols
- TIA-1120: FLO Transport Specification
- TIA-1130: FLO Media Adaptation

Layer Specification
- TIA-1132: FLO Repeater Minimum

Performance Specification
- TIA-1146: FLO Open Conditional Access

(OpenCA) Specification
L'ATSC el 21 de maig de 2007 va convocar una petició de proposta per establir les especificacions pel nou estandar de televisió mòbil A/153 (ATSC-Mobile&Handheld). El 22 de juny de 2007 l'ATSC va fer públiques les empreses de les que va rebre propostes i entre aquestes apareixia l'empresa Qualcomm amb la tecnología FLO. Però segons un comunicat realitzat per l'ATSC el dia 1 de desembre, on es mostra alguna de les característiques que tindrà el nou estandar, no sembla que la tecnologia de la companyia Qualcomm hagi sigut la triada entre les propostes realitzades.

## Tecnologia FLO vs. altres tecnologies
En aquest apartat es presenten diverses taules amb comparacions entre la tecnologia FLO i la resta de tecnologies competidores.
| Format | Descripció |
| ------ | --- |
| ISDB-T | Origen: Tecnologia de paquet de dades DTV (Japó) Modulació/Codificació: OFDM, convolucional, Reed-Solomon                      |
| T-DMB  | Origen: Derivatiu del DAB europeu, modificat per a multimedia (Corea) Modulació/Codificació: OFDM, convolucional, Reed-Solomon |
| S-DMB  | Origen: Format propietari, principalment de Toshiba (Japón) Modulació/Codificació: CDM, convolucional, Reed-Solomon            |
| DVB-H  | Origen: Derivat de DVB-T (Europa) Modulació/Codificació: OFDM, convolucional, Reed-Solomon                                     |
| FLO    | Origen: Tecnologia de paquet de dades QUALCOMM (EUA) Modulació/Codificació: OFDM, turbo, Reed-Solomon                          |

| Format | Diversitat en Freqüència | Diversitat en Temps | Guany Multiplexor Estadístic | Reducció d'energia per Domini Temps | Reducció d'energia Domini de Codi o Freqüència | Rendiment Relatiu a FLO a 1 bps/Hz |
| ------ | ------------------------ | ------------------- | ---------------------------- | ----------------------------------- | ---------------------------------------------- | ---------------------------------- |
| ISDB-T | Deficient 430 kHz        | 0,5 s               | Cap                          | No                                  | Sí                                             | -3 a -4 dB                         |
| T-DMB  | Acceptable 1,5 MHz       | <<0,25 s            | Deficient                    | No                                  | No                                             | -3 a -5 dB                         |
| S-DMB  | Excel·lent 25 MHz        | 3,5 s               | Bona                         | No                                  | Sí                                             | N/A                                |
| DVB-H  | Bo 5-8 MHz               | ~0,25 s             | Cap                          | Sí                                  | No                                             | -3 a -4 dB                         |
| FLO    | Bo 5-8 MHz               | ~0,75               | Bona                         | Sí                                  | Sí                                             | 0 dB                               |

| Format | Temps Promitg de canvi de canal | Temps de vídeo amb bateria                    | QOS per canal | Descarga d'arxiu                                                                                    | Àrea local i àmplia en canal RF únic |
| ------ | ------------------------------- | --------------------------------------------- | ------------- | --------------------------------------------------------------------------------------------------- | ------------------------------------ |
| ISDB-T | ~1,5 s                          | Desconegut                                    | Sí            | No                                                                                                  | No                                   |
| T-DMB  | ~1,5 s                          | ~2 h                                          | Possiblement  | Possiblement                                                                                        | No                                   |
| S-DMB  | ~5,0 s                          | ~1,2 h                                        | No            | No                                                                                                  | No                                   |
| DVB-H  | ~5,0 s                          | Objectiu ~4 h Demo ~2 h amb 1600 mAhr bateria | No            | Possiblement                                                                                        | No                                   |
| FLO    | 1,5 s                           | Objectiu ~3,8 hores (a 360 kbps)              | Sí            | Sí + solució Clip Casting Integrada amb gestió de memòria, accés condicional i model de subscripció | Sí                                   |